# Джеймс, Мейрик Клифтон
Мейрик Эдвард Клифтон Джеймс (англ. Meyrick Edward Clifton James; 1898, Перт, Австралия — 8 мая 1963, Уэртинг, Западный Суссекс, Великобритания) — британский солдат и актёр австралийского происхождения, известный как подставной «маршал Монтгомери», участвовавший в отвлекающей операции во время Второй мировой войны.

## Биография
Мейрик Клифтон Джеймс родился в австралийском городе Перт. Он был младшим сыном в семье Джона Чарльза Хорси Джеймса и Ребекки Кэтрин Клифтон. Участвовал в Первой мировой войне, после которой служил актёром. С началом Второй мировой войны пошёл добровольцем в британскую армию в качестве актёра. Однако он был послан в финансовый корпус вместо культурно-массовой организации Entertainments National Service Association, занимавшейся организацией развлекательных мероприятий в британской армии, как он надеялся. Таким образом, его актёрская деятельность заключалась лишь в участии драматической группы корпуса.